# New Horizons (musikalbum)
New Horizons är ett studioalbum från det amerikanska rockbandet Flyleaf. Albumet gavs ut den 30 oktober 2012 och innehåller elva låtar.

## Låtlista
1. Fire Fire – 3:03
2. New Horizons – 3:09
3. Call You Out – 2:22
4. Cage on the Ground – 3:24
5. Great Love – 3:42
6. Bury Your Heart – 3:35
7. Freedom – 3:20
8. Saving Grace – 3:44
9. Stand – 3:40
10. Green Heart – 2:44
11. Broken Wings – 3:34
12. Mama – 3:56 (bonusspår)